# Нерен (Виртемберг)
Нерен (њем. Nehren) општина је у њемачкој савезној држави Баден-Виртемберг. Једно је од 15 општинских средишта округа Тибинген. Према процјени из 2010. у општини је живјело 4.234 становника. Посједује регионалну шифру (AGS) 8416026.

## Географски и демографски подаци
Нерен се налази у савезној држави Баден-Виртемберг у округу Тибинген. Општина се налази на надморској висини од 427 метара. Површина општине износи 8,6 km². У самом мјесту је, према процјени из 2010. године, живјело 4.234 становника. Просјечна густина становништва износи 493 становника/km².